# Её имя — Весна
«Её имя — Весна» — советский полнометражный цветной художественный фильм, поставленный на киностудии «Ленфильм» в 1969 году режиссёром Искандером Хамраевым по мотивам романа Шарафа Рашидова «Могучая волна».
Премьера фильма состоялась 12 апреля 1971 года.
Первая главная роль в кино Талгата Нигматулина и дебют в кино Народной Артистки России Ольги Антоновой. 

## Сюжет
Действие фильма происходит в Узбекистане во время Великой Отечественной войны. Пулат и Бахор любят друг друга, но счастью героев мешает богатый друг родителей девушки, который видит в ней свою будущую жену. Он отправляет юношу прочь из села, на строительство гидроэлектростанции.

## В ролях
- Талгат Нигматулин — Пулат Садыков
- Лариса Зубкович — Бахор (дублирует — Жанна Болотова)
- Ефим Копелян — Тураханов
- Нина Русланова — Вера
- Хамза Умаров — майор Рустам Джабаров
- Раззак Хамраев — Халил
- Хабиб Нариманов — Сафар
- Саиб Ходжаев — Махсум (в титрах указан как — Соиб Ходжаев)

## Съёмочная группа
- Сценарий и постановка — Искандера Хамраева
- Главный оператор — Ростислав Давыдов
- Главный художник — Эмонуэль Калантаров
- Композитор — Марат Камилов
- Текст песен — Александра Щербакова